# Мархиев, Иса Магометович
Иса́ Магоме́тович Мархи́ев (9 мая 1971, Чечено-Ингушская АССР, СССР) — российский футболист и тренер. Выступал на позиции нападающего. С 2009 года спортивный директор «Ангушта».

## Карьера

### Клубная
В 1979 году он записался в СДЮШ Грозного, где его первым тренером был Леонид Толстов и играл до окончания средней школы. Затем играл за свой ВУЗ. Начал карьеру в первом чемпионате России в 20 лет в грозненской команде «Урарту», выступавшей во Второй лиге, за которую он в 30 играх забил 10 мячей. Успехи Мархиева не остались незамеченными и следующий сезон он уже проводил в другом грозненском клубе «Эрзу», выступавшем рангом выше. С 1994 по 2006 годы играл в «Ангуште» Назрань, за исключением сезона 2003 года, когда он после конфликта с руководством вместе с Юсупом Гугуевым перешёл в «Жемчужину» Сочи.

### Тренерская
В 2006 году после первого круга турнира в Первом дивизионе Иса Мархиев стал главным тренером «Ангушта», однако клуб вскоре лишился профессионального статуса. В 2009 году, когда «Ангушт» вернулся на профессиональный уровень, Мархиеву предлагали его возглавить, но он отказался, перейдя на должность спортивного директора.